# 여좌로
여좌로(Yeojwa-ro)는 경상남도 창원시 진해구 충무동 중앙삼거리 에서 창원시 진해구 여좌동 을 잇는 도로다.

## 주요 경유지
경상남도
- 창원시 진해구 (충무동 . 여좌동)

## 노선
| 이름         | 접속 노선               | 소재지 | 소재지 | 비고 |
| ------------ | ----------------------- | ------ | ------ | ---- |
| 중앙삼거리   | 충장로                  | 창원시 | 진해구 |      |
| 여좌사거리   | 여좌남로                | 창원시 | 진해구 |      |
| 여좌삼거리   | 여명로                  | 창원시 | 진해구 |      |
| 진헤고삼거리 | 여좌로96번길            | 창원시 | 진해구 |      |
| (이름없음)   | 국도 제2호선 (진해대로) | 창원시 | 진해구 |      |

## 주요 건물및 시설
- SK에너지 그린주유소 (여좌로 38/여좌동 124-18)
- 진해여좌동우체국  (여좌로 69/여좌동 105-16)
- 진해중학교 (여좌로 98/여좌동 63)